# Feddes Repertorium Specierum Novarum Regni Vegetabilis

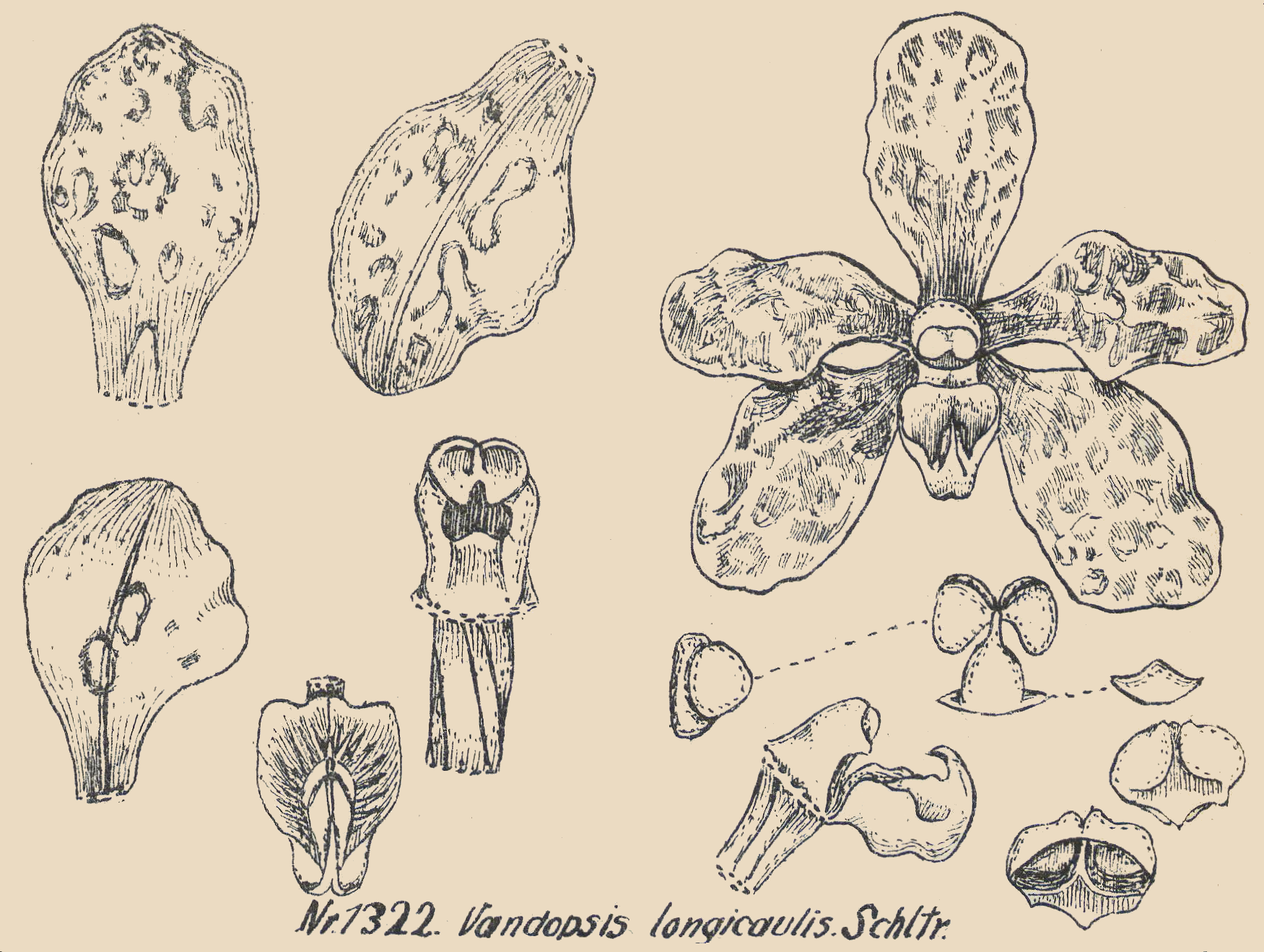
Jedna z ilustracji czasopisma

Feddes Repertorium Specierum Novarum Regni Vegetabilis (w publikacjach cytowane także w skrócie jako Feddes Repert. Spec. Nov. Regni Veg.) – ilustrowane czasopismo naukowe publikujące artykuły z zakresu botaniki i mykologii. Wydawane było w Berlinie w latach 1943–64. Było następcą czasopisma Repertorium specierum novarum regni vegetabilis. Po 1964 r. czasopismo zmieniło nazwę na Feddes Repertorium.
Online dostępny jest spis 693 artykułów opublikowanych w czasopiśmie  Feddes Repertorium Specierum Novarum Regni Vegetabilis.